# Temple de la renommée de la Fédération européenne de handball
Le Temple de la renommée de la Fédération européenne de handball est une distinction créée par la Fédération européenne de handball (EHF) en 2023 à l'occasion de ses 30 ans et dans le but de rendre hommage aux joueurs et joueuses qui ont marqué l'histoire du handball européen, en club ou en équipe nationale,.
Ce temple de la renommée est initialement composé de 32 joueurs et de 28 joueuses, avec entre trois et cinq joueurs ou joueuses par poste. En 2024, 14 joueurs et 7 joueuses supplémentaires complètent le tableau.
À noter que seuls les handballeurs et handballeuses ayant terminé leur carrière ont été récompensés et seules les compétitions organisées par l'EHF sont prises en compte :
| Type                    | Catégorie               | Hommes                        | Femmes                        |
| ----------------------- | ----------------------- | ----------------------------- | ----------------------------- |
| Coupes d'Europe (clubs) | C1                      | Ligue des champions           | Ligue des champions           |
| Coupes d'Europe (clubs) | C2                      | Coupe des vainqueurs de coupe | Coupe des vainqueurs de coupe |
| Coupes d'Europe (clubs) | C3                      | Ligue européenne              | Ligue européenne              |
| Coupes d'Europe (clubs) | C4/Sup.                 | Coupe européenne              | Supercoupe d'Europe           |
| Compétition des nations | Compétition des nations | Championnat d'Europe          | Championnat d'Europe          |

## Hommes
| Joueur                   | Nation            | Poste          | Année | Coupes d'Europe | Coupes d'Europe | Coupes d'Europe | Coupes d'Europe | Championnats d'Europe | Championnats d'Europe     | Championnats d'Europe      | Championnats d'Europe |
| Joueur                   | Nation            | Poste          | Année | C1              | C2              | C3              | C4              | Médaille d'or, Europe | Médaille d'argent, Europe | Médaille de bronze, Europe |                       |
| ------------------------ | ----------------- | -------------- | ----- | --------------- | --------------- | --------------- | --------------- | --------------------- | ------------------------- | -------------------------- | --------------------- |
| Thierry Omeyer           | France            | Gardien de but | 2023  | 4               | -               | -               | -               | 3                     | -                         | -                          |                       |
| Arpad Šterbik            | Espagne           | Gardien de but | 2023  | 4               | -               | -               | -               | 1                     | -                         | -                          |                       |
| Tomas Svensson           | Suède             | Gardien de but | 2023  | 6               | -               | -               | -               | 3                     | -                         | -                          |                       |
| Andreas Thiel            | Allemagne         | Gardien de but | 2024  | ?               | ?               | ?               | ?               | ?                     | ?                         | ?                          |                       |
| Mats Olsson              | Suède             | Gardien de but | 2024  | ?               | ?               | ?               | ?               | ?                     | ?                         | ?                          |                       |
| Dejan Perić              | Serbie            | Gardien de but | 2024  | ?               | ?               | ?               | ?               | ?                     | ?                         | ?                          |                       |
| Stefan Kretzschmar       | Allemagne         | Ailier gauche  | 2023  | 1               | -               | 1               | -               | -                     | 1                         | 1                          |                       |
| Nikolaj Bredahl Jacobsen | Danemark          | Ailier gauche  | 2023  | -               | -               | 2               | -               | -                     | -                         | -                          |                       |
| Michaël Guigou           | France            | Ailier gauche  | 2023  | 2               | -               | -               | -               | 3                     | -                         | -                          |                       |
| Xavier O'Callaghan       | Espagne           | Ailier gauche  | 2023  | 6               | 2               | 1               | -               | -                     | -                         | -                          |                       |
| Guðjón Valur Sigurðsson  | Islande           | Ailier gauche  | 2023  | 1               | -               | 1               | -               | -                     | 1                         | -                          |                       |
| Gergő Iváncsik           | Hongrie           | Ailier gauche  | 2024  | ?               | ?               | ?               | ?               | ?                     | ?                         | ?                          |                       |
| Daniel Narcisse          | France            | Arrière gauche | 2023  | 2               | -               | -               | -               | 3                     | -                         | -                          |                       |
| Siarhei Rutenka          | Biélorussie       | Arrière gauche | 2023  | 5               | -               | -               | -               | -                     | -                         | -                          |                       |
| Momir Ilić               | Serbie            | Arrière gauche | 2023  | 2               | -               | 1               | -               | -                     | 1                         | -                          |                       |
| Filip Jícha              | Tchéquie          | Arrière gauche | 2023  | 2               | -               | 1               | -               | -                     | -                         | -                          |                       |
| Nikola Karabatic         | France            | Arrière gauche | 2024  | ?               | ?               | ?               | ?               | ?                     | ?                         | ?                          |                       |
| Mikkel Hansen            | Danemark          | Arrière gauche | 2024  | ?               | ?               | ?               | ?               | ?                     | ?                         | ?                          |                       |
| Jackson Richardson       | France            | Demi-centre    | 2023  |                 | 2               | -               | 1               | -                     | -                         | -                          |                       |
| Ivano Balić              | Croatie           | Demi-centre    | 2023  | -               | -               | -               | -               | -                     | 2                         | 1                          |                       |
| Enric Masip              | Espagne           | Demi-centre    | 2023  | 5               | 2               | 1               | -               | -                     | 1                         | 1                          |                       |
| Talant Dujshebaev        | Espagne           | Demi-centre    | 2023  | 1               | -               | 1               | 1               | -                     | 1                         | 1                          |                       |
| Stefan Lövgren           | Suède             | Demi-centre    | 2023  | 1               | -               | 1               | -               | 4                     | -                         | -                          |                       |
| Ljubomir Vranjes         | Suède             | Demi-centre    | 2024  | ?               | ?               | ?               | ?               | ?                     | ?                         | ?                          |                       |
| Andy Schmid              | Suisse            | Demi-centre    | 2024  | ?               | ?               | ?               | ?               | ?                     | ?                         | ?                          |                       |
| Kiril Lazarov            | Macédoine du Nord | Arrière droit  | 2023  | 1               | -               | -               | -               | -                     | -                         | -                          |                       |
| Ólafur Stefánsson        | Islande           | Arrière droit  | 2023  | 4               | -               | 2               | -               | -                     | -                         | 1                          |                       |
| László Nagy              | Hongrie           | Arrière droit  | 2023  | 2               | -               | 1               | -               | -                     | -                         | -                          |                       |
| Volker Zerbe             | Allemagne         | Arrière droit  | 2024  | ?               | ?               | ?               | ?               | ?                     | ?                         | ?                          |                       |
| Staffan Olsson           | Suède             | Arrière droit  | 2024  | ?               | ?               | ?               | ?               | ?                     | ?                         | ?                          |                       |
| Lasse Svan Hansen        | Danemark          | Ailier droit   | 2023  | 1               | 1               | -               | -               | 1                     | 1                         | 1                          |                       |
| Irfan Smajlagić          | Croatie           | Ailier droit   | 2023  | -               | -               | -               | -               | -                     | -                         | 1                          |                       |
| Víctor Tomás             | Espagne           | Ailier droit   | 2023  | 3               | -               | 1               | -               | -                     | -                         | 1                          |                       |
| Vid Kavtičnik            | Slovénie          | Ailier droit   | 2023  | 2               | -               | -               | -               | -                     | 1                         | -                          |                       |
| Luc Abalo                | France            | Ailier droit   | 2024  | ?               | ?               | ?               | ?               | ?                     | ?                         | ?                          |                       |
| Ivan Čupić               | Croatie           | Ailier droit   | 2024  | ?               | ?               | ?               | ?               | ?                     | ?                         | ?                          |                       |
| Magnus Wislander         | Suède             | Pivot          | 2023  | -               | -               | 2               | -               | 4                     | -                         | -                          |                       |
| Dragan Škrbić            | Serbie            | Pivot          | 2023  | 1               | -               | -               | -               | -                     | -                         | 1                          |                       |
| Bjarte Myrhol            | Norvège           | Pivot          | 2023  | -               | -               | 1               | -               | -                     | -                         | -                          |                       |
| Christian Schwarzer      | Allemagne         | Pivot          | 2023  | 1               | -               | -               | 1               | 1                     | 1                         | 1                          |                       |
| Carlos Prieto            | Espagne           | Pivot          | 2023  | 3               | 2               | -               | -               | -                     | -                         | -                          |                       |
| Igor Vori                | Croatie           | Pivot          | 2024  | ?               | ?               | ?               | ?               | ?                     | ?                         | ?                          |                       |
| Ola Lindgren             | Suède             | Défenseur      | 2023  | -               | -               | -               | -               | 4                     | -                         | -                          |                       |
| Didier Dinart            | France            | Défenseur      | 2023  | 3               | -               | -               | -               | 2                     | -                         | -                          |                       |
| Andrei Xepkin            | Espagne           | Défenseur      | 2023  | 7               | 2               | 1               | -               | -                     | 1                         | 1                          |                       |
| Viran Morros             | Espagne           | Défenseur      | 2024  | ?               | ?               | ?               | ?               | ?                     | ?                         | ?                          |                       |

## Femmes
| Joueuse                       | Nation            | Poste            | Année | Coupes d'Europe | Coupes d'Europe | Coupes d'Europe | Coupes d'Europe | Championnats d'Europe | Championnats d'Europe     | Championnats d'Europe      | Championnats d'Europe |
| Joueuse                       | Nation            | Poste            | Année | C1              | C3              | C2              | Sup.            | Médaille d'or, Europe | Médaille d'argent, Europe | Médaille de bronze, Europe |                       |
| ----------------------------- | ----------------- | ---------------- | ----- | --------------- | --------------- | --------------- | --------------- | --------------------- | ------------------------- | -------------------------- | --------------------- |
| Valérie Nicolas               | France            | Gardienne de but | 2023  | 1               | 1               | 1               | -               | -                     | -                         | 2                          |                       |
| Jelena Grubišić               | Croatie           | Gardienne de but | 2023  | 1               | -               | -               | -               | -                     | -                         | -                          |                       |
| Cecilie Leganger              | Norvège           | Gardienne de but | 2023  | 3               | -               | 3               | -               | 1                     | -                         | 1                          |                       |
| Katalin Pálinger              | Hongrie           | Gardienne de but | 2023  | -               | -               | -               | -               | 1                     | -                         | 1                          |                       |
| Luminița Dinu-Huțupan         | Roumanie          | Gardienne de but | 2024  | ?               | ?               | ?               | ?               | ?                     | ?                         | ?                          |                       |
| Maja Savić                    | Monténégro        | Ailière gauche   | 2023  | 3               | -               | 1               | -               | -                     | -                         | -                          |                       |
| Petra Čumplová (de)           | Tchéquie          | Ailière gauche   | 2023  | -               | -               | -               | -               | -                     | -                         | -                          |                       |
| Christina Roslyng             | Danemark          | Ailière gauche   | 2023  | -               | 1               | -               | -               | 1                     | 1                         | -                          |                       |
| Bojana Popović                | Monténégro        | Arrière gauche   | 2023  | 6               | 1               | -               | -               | -                     | -                         | -                          |                       |
| Narcisa Lecușanu              | Roumanie          | Arrière gauche   | 2023  | -               | -               | 2               | -               | -                     | -                         | -                          |                       |
| Ausra Fridrikas               | Autriche          | Arrière gauche   | 2023  | 7               | 2               | -               | -               | -                     | -                         | 1                          |                       |
| Carmen Amariei                | Roumanie          | Arrière gauche   | 2024  | ?               | ?               | ?               | ?               | ?                     | ?                         | ?                          |                       |
| Anja Andersen                 | Danemark          | Arrière gauche   | 2024  | ?               | ?               | ?               | ?               | ?                     | ?                         | ?                          |                       |
| Anita Görbicz                 | Hongrie           | Demi-centre      | 2023  | 4               | -               | -               | -               | -                     | -                         | -                          |                       |
| Camilla Andersen              | Danemark          | Demi-centre      | 2023  | 1               | 1               | 1               | -               | 1                     | 1                         | -                          |                       |
| Nodjialem Myaro               | France            | Demi-centre      | 2023  | -               | -               | -               | -               | -                     | -                         | 1                          |                       |
| Irina Poltoratskaïa           | Russie            | Demi-centre      | 2023  | 2               | 1               | 1               | -               | -                     | 1                         | 1                          |                       |
| Gro Hammerseng-Edin           | Norvège           | Demi-centre      | 2023  | 1               | -               | 1               | -               | 3                     | -                         | -                          |                       |
| Mia Hermansson-Högdahl        | Suède             | Demi-centre      | 2024  | ?               | ?               | ?               | ?               | ?                     | ?                         | ?                          |                       |
| Stine Bredal Oftedal          | Norvège           | Demi-centre      | 2024  | ?               | ?               | ?               | ?               | ?                     | ?                         | ?                          |                       |
| Grit Jurack                   | Allemagne         | Arrière droite   | 2023  | 3               | 1               | -               | -               | -                     | -                         | -                          |                       |
| Katarina Bulatović            | Monténégro        | Arrière droite   | 2023  | 4               | -               | 1               | -               | 1                     | -                         | -                          |                       |
| Mette Vestergaard             | Danemark          | Arrière droite   | 2023  | -               | -               | -               | -               | 2                     | 1                         | -                          |                       |
| Indira Kastratović (en)       | Macédoine du Nord | Arrière droite   | 2024  | ?               | ?               | ?               | ?               | ?                     | ?                         | ?                          |                       |
| Marta Mangué                  | Espagne           | Arrière droite   | 2024  | ?               | ?               | ?               | ?               | ?                     | ?                         | ?                          |                       |
| Cristina Vărzaru              | Roumanie          | Ailière droite   | 2023  | 4               | -               | -               | -               | -                     | -                         | -                          |                       |
| Iris Morhammer (en)           | Autriche          | Ailière droite   | 2023  | 4               | -               | -               | -               | -                     | -                         | 1                          |                       |
| Stéphanie Cano                | France            | Ailière droite   | 2023  | 1               | -               | -               | -               | -                     | -                         | 2                          |                       |
| Linn-Kristin Riegelhuth Koren | Norvège           | Ailière droite   | 2023  | 1               | -               | 2               | -               | 5                     | 1                         | -                          |                       |
| Heidi Løke                    | Norvège           | Pivot            | 2023  | 5               | -               | -               | -               | 4                     | 1                         | -                          |                       |
| Lioudmila Bodnieva            | Russie            | Pivot            | 2023  | -               | -               | -               | 2               | -                     | 1                         | 1                          |                       |
| Begoña Fernández              | Espagne           | Pivot            | 2023  | -               | 1               | -               | -               | -                     | 1                         | -                          |                       |
| Anja Althaus                  | Allemagne         | Défenseure       | 2023  | 3               | -               | -               | -               | -                     | -                         | -                          |                       |
| Eduarda Amorim                | Brésil            | Défenseure       | 2023  | 5               | -               | -               | -               | -                     | -                         | -                          |                       |
| Linnea Torstenson             | Suède             | Défenseure       | 2023  | 1               | 1               | 1               | -               | -                     | 1                         | 1                          |                       |